# Anselmo Silvino
Anselmo Silvino (Teramo, 23 novembre 1945) è un ex sollevatore italiano, vincitore della medaglia di bronzo nei pesi medi di sollevamento pesi ai Giochi olimpici di Monaco di Baviera 1972.

## Carriera
Dopo essersi dedicato dall'età di 14 anni a pugilato e ciclismo, a 18 inizia a praticare il sollevamento, nella categoria dei pesi leggeri, ottenendo in breve tempo il primo successo, conseguendo nel 1964 a Milano il primo posto nel trofeo "Talian". L'anno seguente diventa campione italiano juniores e riceve le prime convocazioni in nazionale.
Nel periodo in cui presta il servizio militare perfeziona il bagaglio tecnico presso la Compagnia Atleti della Cecchignola di Roma, iniziando a gareggiare per le Fiamme Oro. Nel 1966 arriva secondo nel Campionato italiano assoluto, che dall'anno successivo vince per 8 volte, fino al 1977 (cinque titoli vengono conquistati gareggiando per il Gruppo Sportivo "Grippo" di Benevento, tre con il Gruppo Sportivo "Di Pietro" di Teramo).
A livello internazionale ottiene il primo importante risultato ai V Giochi del Mediterraneo di Tunisi conquistando la medaglia d'argento e stabilendo il nuovo record italiano con 370 kg. L'anno successivo passa al Gruppo Sportivo Nazionale dei Vigili del Fuoco e partecipa ai Giochi olimpici di Città del Messico 1968, che erano validi anche come campionati mondiali, giungendo 13º e migliorando tre primati nazionali. Ai Mondiali del 1970 giunge al 6º posto.
Nel 1971 passa alla categoria dei pesi medi, vince la medaglia d'oro ai VI Giochi del Mediterraneo di Smirne e ottiene la medaglia di bronzo ai Campionati mondiali di Lima, stabilendo cinque primati nazionali.
Il 1972 è l'anno della definitiva consacrazione internazionale di Silvino, con la conquista della medaglia di bronzo ai Giochi olimpici di Monaco di Baviera 1972, sollevando 140 kg. e successivamente giunge terzo ai campionati europei Costanza. Nel 1974 conquista il primo posto nella Coppa della CEE svoltasi ad Udine e l'anno seguente vince invece la medaglia d'argento ai VII Giochi del Mediterraneo di Algeri.
Conclusa la carriera agonistica, si è dedicato all'allenamento nel gruppo sportivo dei Vigili del Fuoco e nella palestra Athlas di Teramo.
Nel corso della sua carriera ha battuto il record italiano per 43 volte. È stato uno dei pochi atleti al mondo, nella categoria dei pesi leggeri, a sollevare più di 400 kg. Ha collezionato 30 presenze in nazionale, ed è stato capitano per circa sette anni. Nel 1991 la sua città d'origine lo ha insignito del premio "Il Paliotto d'oro".

## Palmarès

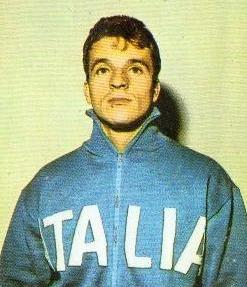
Silvino nell'album Panini di

| Anno | Manifestazione          | Sede              | Evento                 | Risultato |
| ---- | ----------------------- | ----------------- | ---------------------- | --------- |
| 1972 | Giochi olimpici         | Monaco di Baviera | Pesi medi              | Bronzo    |
| 1971 | Campionati mondiali     | Lima              | Pesi medi (75 kg)      | Bronzo    |
| 1972 | Campionati mondiali     | Monaco di Baviera | Pesi medi (75 kg)      | Bronzo    |
| 1972 | Campionati europei      | Costanza          | Pesi medi (75 kg)      | Bronzo    |
| 1971 | Giochi del Mediterraneo | Smirne            | Pesi medi (75 kg)      | Oro       |
| 1967 | Giochi del Mediterraneo | Tunisi            | Pesi leggeri (67,5 kg) | Argento   |
| 1975 | Giochi del Mediterraneo | Algeria           | Pesi medi (75 kg)      | Argento   |

## Altri risultati
Campionati italiani assoluti
- 8 titoli (1968/1972, 1974-1975 e 1977)

## Onorificenze
- Cavaliere della Repubblica
- Medaglia d'argento del Coni al Valore Atletico
- Medaglia d'oro del Consiglio regionale d'Abruzzo
- Medaglia d'Onore della FILPJ al Merito Sportivo